# Jonathan Winter
Jonathan David Winter (* 18. August 1971 in Masterton) ist ein ehemaliger neuseeländischer Schwimmer. Winter war Mitte der 1990er Jahre einer der besten Rückenschwimmer seines Landes.
Seinen größten sportlichen Erfolg feierte er 1995, als er bei den Kurzbahnweltmeisterschaften in Rio de Janeiro als Mitglied der neuseeländischen 4-mal-100-Meter-Lagenstaffel die Goldmedaille gewann. Die Staffel siegte mit der viertbesten je gestoppten Zeit und stellte dabei einen neuen neuseeländischen Landesrekord auf.
Außerdem nahm Winter an den Commonwealth Games 1994 und an den Olympischen Sommerspielen 1996 in Atlanta teil.